# Johannes Frieling
Johannes Frieling (Uithuizen, 5 maart 1953) is een Nederlands politicus namens de VVD.

## Opleiding
Frieling studeerde elektrotechniek aan de Hanzehogeschool Groningen en ging aan het werk op een notariskantoor. In 1976 werd hij lid van de VVD. Van 1978 tot 1984 studeerde hij rechten aan de Rijksuniversiteit Groningen. 

## Politieke loopbaan
In 1984 trad Frieling tussentijds toe tot de gemeenteraad van Winsum, waar hij in 1986 werd herkozen. In verband met zijn verhuizing naar Zuidlaren een jaar later, moest hij zijn werkzaamheden voor de Winsummer raad stopzetten. In Zuidlaren werd Frieling in 1990 verkozen tot gemeenteraadslid, vanaf 1992 was hij fractievoorzitter. Hij is dat tot de gemeentelijke herindeling van 1 januari 1998 gebleven. De VVD-fractie maakte geen deel uit van de coalitie.
In 1991 werd Frieling gekozen in Provinciale Staten van Drenthe. Hij maakte deel uit van de VVD-fractie tot februari 1998. Een belangrijke discussie in zowel de raad als de staten was die over de gemeentelijke herindeling van Drenthe. Drenthe telde aanvankelijk 34 gemeenten, door de herindeling werd dit teruggebracht tot twaalf. Voor Zuidlaren betekende dit dat ze, samen met Eelde en Vries, opging in de nieuwe gemeente Tynaarlo.
De verkiezingen voor de nieuwe gemeenteraad van Tynaarlo vonden plaats in oktober 1997. Frieling was lijsttrekker voor de VVD. De VVD won in deze verkiezingen zeven zetels van de 23. Frieling was formateur van het eerste College van burgemeester en wethouders. Het college van drie wethouders, Toos Jongma (CDA), Henk Kosmeijer (PvdA) en Frieling, trad aan op 5 januari 1998. Het college werd gecompleteerd door burgemeester Hein Pannekoek en gemeentesecretaris Peter Post. Frieling bleef aan als wethouder tot 13 april 2010.
In 2005 werd Frieling benoemd tot Ridder in de Orde van Oranje-Nassau. Bij zijn vertrek werd aan hem de Erepenning van de gemeente Tynaarlo toegekend. 